# Singnatiformes

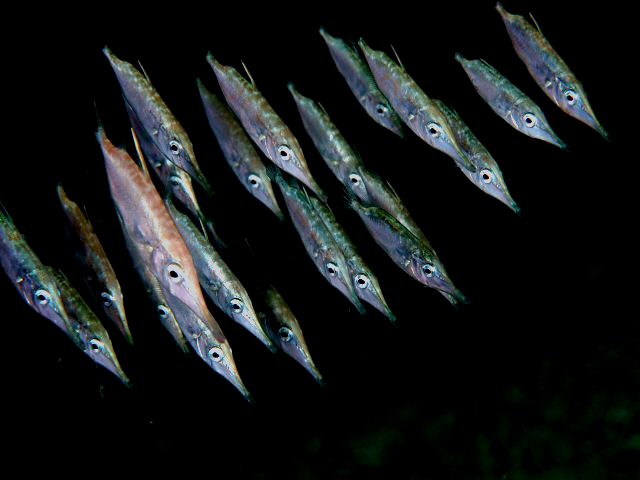
Macroramphosus scolopax

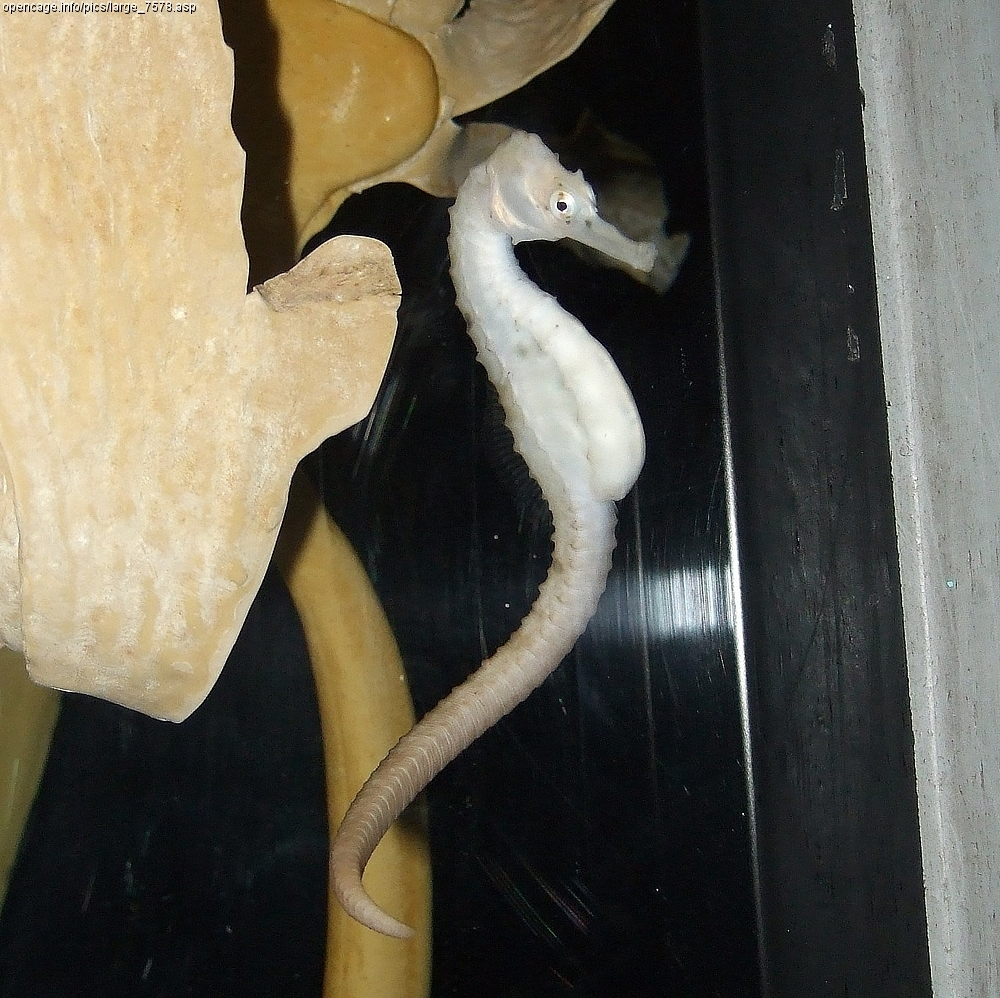
Hippocampus abdominalis

Els singnatiformes (Syngnathiformes) són un ordre de peixos osteïctis, 15 espècies del qual són comunes a la Mediterrània.

## Morfologia
- Tenen un cos allargat, sovint protegit amb una cuirassa d'ossos cutanis (plaquetes òssies) que els donen un aspecte estrany.
- Absència de costelles.
- Boca petita, sense dents i amb un musell llarg i tubular.
- Brànquies reduïdes, lobulades o filiformes.
- Aletes abdominals reduïdes o inexistents.
- No tenen aletes ventrals.
- Aleta caudal homocerca i indivisa, quan és present.[3][1][4]

## Hàbitat
Viu en aigües càlides, temperades i també fredes, tant dolces com salabroses.

## Taxonomia
- Família Aulostomidae
- Família Centriscidae
- Família Fistulariidae
- Família Solenostomidae
- Família Syngnathidae[5][6][7]